# Mehdi Moradpour
Mehdi Moradpour (* 1979 in Teheran) ist ein Autor, Dramatiker, Dramaturg, Gerichtsdolmetscher und Übersetzer.

## Leben
Mehdi Moradpour wuchs als Sohn aserbaidschanischer Eltern in Teheran auf. Er studierte Physik und Industrietechnik im Iran. 2001 brach er sein Studium ab und kam nach Deutschland. Nach dem Erlernen der deutschen Sprache und dem Absolvieren einer technischen Fortbildung studierte er ab 2004 Hispanistik, Soziologie, Amerikanistik und Arabistik in Leipzig und Havanna. Er war in verschiedenen Funktionen in der freien Theaterszene in Leipzig und Berlin tätig und schrieb journalistische Beiträge über Theater und Kultur. 2014 bis 2016 besuchte er den Lehrgang »Forum Text« (Drama Forum) von uniT Graz.
Moradpour ist ein vielfach ausgezeichneter Autor. Seine Theaterstücke wurden mehrfach übersetzt. Er arbeitet als Autor, Dolmetscher und Übersetzer für Persisch (Farsi/Dari) und Spanisch.
Zwischen 2020 und 2025 war Moradpour Dramaturg an den Münchner Kammerspielen und am Schauspielhaus Bochum. 2023 erschien sein Buch ein körper ohne ort bei Suhrkamp Theater.

## Werke

### Theaterstücke (Auswahl)
- Aus dem Gedächtnis einer Grube, die keinen Plan hat, aber viel redet, bis eine unaufhaltbare Atmosphärenchemikerin das Ruder übernimmt, und dann ... !? (für den Theaterabend Exit Hambi. Ein Escape Room zur Rettung der Welt), Schauspielhaus Bochum 2025, Regie: Malte Jelden
- Attentat oder Frische Blumen für Carl Ludwig, Theater Bremen 2019, Regie: Pınar Karabulut
- Die Lücke im Bauzaun (zusammen mit Vassilis Koukalani, frei nach »Balle, Malle, Hupe und Artur« von Volker Ludwig & Ensemble), GRIPS Theater 2019, Regie: Vassilis Koukalani
- ein körper für jetzt und heute, Schauspielhaus Wien 2018, Regie: Zino Wey
- chemo brother, Deutsche Oper Berlin 2016, Regie: Marielle Sterra
- mumien.ein heimspiel, Theater Konstanz 2016, Regie: Andreas Bauer
- reines land (frei zur Uraufführung)[7]
- türme des schweigens (frei zur Uraufführung)[8]

### Hörspiel
- Flamingos. Vielleicht Einhörner (oder Eine Obergrenze für Reichtum), Kopfkino – Stadtspaziergänge - FOLGE #15, 2021, Umsetzung: Henriette Fridoline Schmidt und Benno Heisel (nominiert für „Das lange brennende Mikro“ des 13. Berliner Hörspielfestivals 2022)[9]

### Publikationen (Theaterstücke)
- ein körper ohne ort (Suhrkamp, 2023)[10]
- türme des schweigens (Theater der Zeit der Zeit, 10/2015)

### Essays und Kurzgeschichten
- Über den eigenen Körper hinaus – Warum die Protestbewegung im Iran zu allem entschlossen ist  (Theater heute, Dezember 2022)[11]
- Der fehlerhafte Blick – Mehr Fantasie! Jahrzehnte lang hat der Westen die Freiheitsbestrebungen im Iran ignoriert. Das muss sich dringend ändern. Ein Appell.  (Tagesspiegel, 2022)[12]
- Freiheit, Gleichheit, ... Mitgefühl – Mehr Empathie in Krisenzeiten! (Kulturjournal 6.2.2022 Bayern 2)[13]
- Der Groschenroman – Ein analoges Medium der Erinnerung in der Cyberzukunft (Logbuch Suhrkamp, 2020)[14]
- Plastik, Schnee und patriarchale Zitronen: eine Iranreise – Teil 1 (Logbuch Suhrkamp, 2019)[15]
- Dächer, Statuen und goldene Zebras: eine Iranreise – Teil 2 (Logbuch Suhrkamp, 2019)[16]
- Instex, Blutegel und Politpunk: eine Iranreise – Teil 3 (Logbuch Suhrkamp, 2019)[17]
- Scheinschwuler Kommunistenaraber geht hochschwanger in ein Solarium, bestellt sich heiße Rote Bete und Kardamomtee (Zeit Online, 2018)[18]
- Scheinschwuler Kommunistenaraber hochschwanger kauft sich Marzipan und fährt mit Opa Gau nach Land Marzahn, aber dann, aber dann die Vogelschar (nazisundgoldmund.net, 2018)[19]
- ständig translatio (Jalta: „Desintegration“, Neofelis Verlag, 2017)
- monsterlesen (Schlosspost der Akademie Schloss Solitude, 2017)[20]
- Ihr Schritt auf meine Augen. Über die Kommunikationssituation beim Dolmetschen (Logbuch Suhrkamp, 2016)[21]

### Lyrik
- wald/maschinen/schlachthof-gebet. eine ode für mehrere (in engagée. politisch-philosophische Einmischungen #5 // Maschine-Werden, 2017, szenische Realisierung im Club der polnischen Versager 2017, Regie: Richard Gonlag)

### Herausgeberschaften
- Theater im Iran. Spieltrieb und Maskenspiel (Theater der Zeit, 2011)
- Theater in Kuba. Geschichte, Alltag, Utopie (Theater der Zeit, 2010)

### Übersetzungen (Auswahl)

#### Theatertexte
- Zehn Millionen von Carlos Celdrán (Übersetzung Mehdi Moradpour, Carola Heinrich), Verlag Theater der Zeit, 2019[22]
- Macbeth nach William Shakespeare, von Amir Reza Koohestani, Kammerspiele München, 2018[23]
- Die Anpassung von Mahin Sadri, Wiener Festwochen, 2016

#### Sachtexte
- „Spurenlesen – Kulturelle Vorstellungswelten in den zeitgenössischen Bühnenkünsten“ von Gabriel Yépez, Theater der Zeit, 2015
- „Die Meister und Margarita – Die Theaterausbildung in Mexiko“ von Ricardo García Arteaga, Theater der Zeit, 2015
- „Momentaufnahmen“ von Calixto Bieito – Ein Jahrzehnt Musiktheater an der Komischen Oper Berlin, Theater der Zeit, 2012
- „Den Abstand zum Rest der Welt verringern – Theaterausbildung im Iran“ von Rahmat Amini, Theater der Zeit, 2011

## Auszeichnungen
- 2024 Preis des Festivals "Words Beyond - Translating Borders" in der Kategorie Deutsche Sprache für türme des schweigens[24]
- 2022: Nominierung für „Das lange brennende Mikro“ des 13. Berliner Hörspielfestivals 2022 mit Flamingos. Vielleicht Einhörner (oder Eine Obergrenze für Reichtum)[25]
- 2018: Preis des EURODRAM-Netzwerks für ein körper für jetzt und heute (mit Dominik Busch & Raoul Biltgen)
- 2017: Christian-Dietrich-Grabbe-Preis (Förderpreis) für reines land (mit Clemens Mägde)[26]
- 2016: exil-DramatikerInnenpreis der WIENER WORTSTAETTEN für türme des schweigens[27]
- 2015: Jurypreis des Autorenwettbewerbes in St. Gallen und Konstanz (St. Galler Autorentage) für mumien. ein heimspiel[28]
- 2014–2016: Förderprogramm für szenisches Schreiben FORUM Text – uniT Graz[3]
- 2013: Nominierung für den Münchener Förderpreis für deutschsprachige Dramatik mit reines land/verlust[29]